# 吉爾·奧唐奈
吉爾·奧唐奈（英語：Keir O'Donnell；1978年11月8日—）是一位出生在澳洲的美國演員。他最著名的電影作品是婚禮傲客和百貨戰警。他也經常出演電視劇。

## 外部連結
- 吉爾·奧唐奈在互联网电影资料库（IMDb）上的資料（英文）